# Engesvang Station
Engesvang Station er en dansk jernbanestation i stationsbyen Engesvang mellem Herning og Silkeborg i Midtjylland.